# Dixella marginata
Dixella marginata är en tvåvingeart som först beskrevs av Friedrich Hermann Loew 1863.  Dixella marginata ingår i släktet Dixella och familjen u-myggor.
Artens utbredningsområde är District of Columbia. Inga underarter finns listade i Catalogue of Life.